# برمبو (رود)

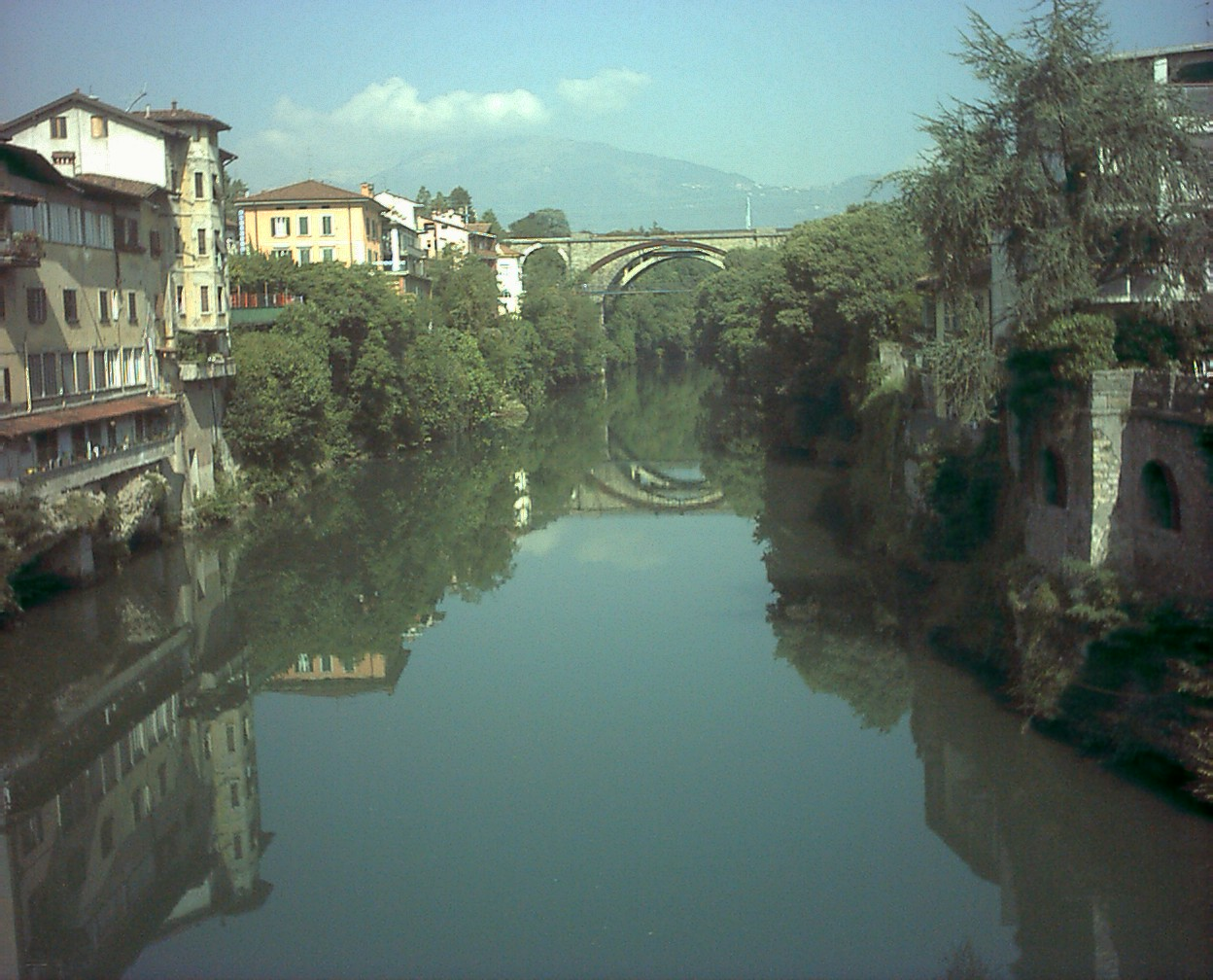
پل سان پیترو بر روی رود برمبو

برمبو در زبان لومبارد Brèmb o Brèmp شاخهٔ چپ رود آدا است که به تمامی در استان برگامو در ناحیهٔ لومباردی جاری است.
برمبو از رشته کوه‌های آلپ برگامو، از کوه‌پایهٔ پیتزو دل دیاوولو سرچشمه می‌گیرد. پس از آن با آب‌هایی که از پیتزو تره سینیوری جاری است یکی می‌شود. در طول این مسیر آب‌های بسیاری به این رود می‌ریزد که پر آب‌ترین آن‌ها استبینا از والتورتا، پرینا و انا از ول تلجیو است که در شهر کوچک سن جیوانی بیانچو به برمبو می‌پیوندد.
رود برمبو در حاشیهٔ استان برگامو و میلان به آدا نزدیک کرسپی د آدا می‌ریزد.
در طول قرن‌ها این دچار سیلاب‌های بسیاری شده‌است که معمولاً خرابی‌های بسیاری را ایجاد کرده‌اند؛ مانند ۱۸ ژوئیهٔ ۱۹۸۷ که خرابی‌های بسیاری را در ول برمبانا ایجاد کرد.